# Phaonia fuscula
Phaonia fuscula är en tvåvingeart som beskrevs av Xue och Zhang 1996. Phaonia fuscula ingår i släktet Phaonia och familjen husflugor.
Artens utbredningsområde är Jilin (Kina). Inga underarter finns listade i Catalogue of Life.